# 33379 Rohandalvi
33379 Rohandalvi è un asteroide della fascia principale. Scoperto nel 1999, presenta un'orbita caratterizzata da un semiasse maggiore pari a 2,3526821 UA e da un'eccentricità di 0,1213621, inclinata di 3,75295° rispetto all'eclittica.